# Chorthippus shennongjiaensis
Chorthippus shennongjiaensis är en insektsart som beskrevs av Zheng, Z. och K. Li 2000. Chorthippus shennongjiaensis ingår i släktet Chorthippus och familjen gräshoppor. Inga underarter finns listade i Catalogue of Life.